# Мийюшо, Френсис
Френсис Мийюшо (англ. Francis Miyeyusho; 27 февраля 1980 Дар-эс-Салам, Танзания) — танзанийский боксёр, выступавший во второй полулёгкой весовой категории.

## Карьера
Фрэнсис Мийюшо дебютировал на профессиональном ринге 2 января 1998 года победив по очкам Иссу Азумана, для которого поединок также стал дебютным. 8 март 2000 года завоевал свой первый титул по версии Танзанийской боксёрской комиссии. 6 декабря 2005 года потерпел поражение в бою за титул интернационального чемпиона по версии WBC. 4 ноября 2006 года выиграл титул чемпиона по версии Восточной и Центральной Африканской боксёрской федерации. 28 января 2007 года проиграл английскому боксёру Исааку Уорду в бою за вакантный титул чемпиона стран Содружества. 23 июня 2007 года потерпел поражение в бою за титул интерконтинентального чемпиона по версии IBF. 26 января 2008 года выиграл титул чемпиона по версии ABU. 29 июня 2008 года потерпел поражение в бою за титул чемпиона мира по версии Всемерного боксёрского фонда. 19 марта 2011 года потерпел поражение в бою за чемпиона Азии и Океании по версии WBO. 30 октября 2011 года выиграл титул интерконтинентального чемпиона по версии UBO. 17 июня 2016 года проиграл в бою за титул интернационального чемпиона по версии IBF. 2 июля того же года проиграл в поединке за титул интерконтинентального чемпиона по версии UBO. 23 июля 2017 года свёл вничью поединок за титул чемпиона по версии Восточной и Центральной Африканской боксёрской федерации.